# Lijst van voetbalinterlands Bhutan - Koeweit
Deze lijst van voetbalinterlands geeft een overzicht van alle officiële voetbalwedstrijden tussen de nationale teams van Bhutan en Koeweit. De landen hebben tot op heden eenmaal tegen elkaar gespeeld: een kwalificatiewedstrijd voor de Azië Cup 2000 op 14 februari 2000 in Koeweit.

## Wedstrijden
| № | Plaats  | Datum            | Competitie                 | Wedstrijd        | Uitslag |
| - | ------- | ---------------- | -------------------------- | ---------------- | ------- |
| 1 | Koeweit | 14 februari 2000 | Azië Cup 2000 kwalificatie | Koeweit − Bhutan | 20 − 0  |

## Samenvatting
| Competitie            | Totaal gespeeld | Winst Bhutan | Gelijk | Winst Koeweit | Doelsaldo Bhutan – Koeweit |
| --------------------- | --------------- | ------------ | ------ | ------------- | -------------------------- |
| Azië Cup-kwalificatie | 1               | 0            | 0      | 1             | 0 − 20                     |
| Totaal                | 1               | 0            | 0      | 1             | 0 − 20                     |

Wedstrijden bepaald door strafschoppen worden, in lijn met de FIFA, als een gelijkspel gerekend.

## Details

### Eerste ontmoeting
| Kwalificatie Aziatisch voetbalkampioenschap (Koeweit-Stad, Koeweit, 14 februari 2000): |        |        |
| Koeweit | 20 – 0 | Bhutan |
| Jassem Al-Howaidi 17' Bashar Abdullah 20' Ahmed Al-Mtiri 21' Nhair Al-Shemmari 21' Bashar Abdullah 24' Fawwaz Marzouq Bakhit 31' Jassem Al-Howaidi 36' (pen.) Bashar Abdullah 38' Jassem Al-Howaidi 39' Bashar Abdullah 45' (pen.) Bashar Abdullah 47' Bashar Abdullah 50' Ahmed Al-Mtiri 51' Jassem Al-Howaidi 52' (pen.) Jassem Al-Howaidi 57' Bashar Abdullah 59' Ahmed Al-Mtiri 63' Issam Sakeen 65' Ahmed Jassem 77' (pen.) Bashar Abdullah 89' | goals  |        |

BFF · Bhutaans vrouwenelftal
Afghanistan ·
Bangladesh ·
Brunei ·
Cambodja ·
Centraal-Afrikaanse Republiek ·
China ·
Filipijnen ·
Guam ·
Hongkong ·
India ·
Indonesië ·
Jemen ·
Koeweit ·
Laos ·
Libanon ·
Macau ·
Malediven ·
Maleisië ·
Mongolië ·
Montserrat ·
Nepal ·
Oman ·
Pakistan ·
Palestina ·
Qatar ·
Saoedi-Arabië ·
Sri Lanka ·
Tadzjikistan ·
Thailand ·
Turkmenistan
KFA · A-internationals · Bondscoaches · Statistieken · Koeweits vrouwenelftal · Koeweit U21 · Koeweit U20 · Koeweit U19 · Koeweit U18 · Koeweit U17
1960 – 1969 · 
1970 – 1979 · 
1980 – 1989 · 
1990 – 1999 · 
2000 – 2009 · 
2010 – 2019 ·
2020 − 2029
WK 1982
OS 1980 ·
OS 1992 ·
OS 2000
1961 · 
1962 · 
1963 · 
1964 · 
1965 · 
1966 · 
1967 · 
1968 · 
1969 · 
1970 · 
1971 · 
1972 · 
1973 · 
1974 · 
1975 · 
1976 · 
1977 · 
1978 · 
1979 · 
1980 · 
1981 · 
1982 · 
1983 · 
1984 · 
1985 · 
1986 · 
1987 · 
1988 · 
1989 · 
1990 · 
1991 · 
1992 · 
1993 · 
1994 · 
1995 · 
1996 · 
1997 · 
1998 · 
1999 · 
2000 · 
2001 · 
2002 · 
2003 · 
2004 · 
2005 · 
2006 · 
2007 · 
2008 · 
2009 · 
2010 · 
2011 · 
2012 · 
2013 ·
2014 ·
2015 ·
2016 ·
2017 ·
2018 ·
2019 ·
2020 ·
2021 ·
2022
Afghanistan ·
Algerije ·
Armenië ·
Australië ·
Azerbeidzjan ·
Bahrein ·
Bangladesh ·
Bhutan ·
Bosnië en Herzegovina ·
Bulgarije ·
Cambodja ·
China ·
Colombia · 
Cyprus ·
DDR ·
Duitsland ·
Ecuador ·
Egypte ·
Engeland ·
Filipijnen ·
Finland ·
Frankrijk ·
Hongarije · 
Hongkong ·
IJsland ·
India ·
Indonesië ·
Irak ·
Iran ·
Ivoorkust ·
Japan ·
Jemen ·
Jordanië ·
Kameroen ·
Kazachstan ·
Kenia ·
Kirgizië ·
Laos ·
Letland ·
Libanon ·
Libië ·
Litouwen ·
Macau ·
Maleisië ·
Mali ·
Malta ·
Marokko ·
Mongolië ·
Myanmar ·
Nepal ·
Nieuw-Zeeland ·
Noord-Korea ·
Noorwegen ·
Oeganda ·
Oezbekistan ·
Oman ·
Pakistan ·
Palestina ·
Polen ·
Portugal ·
Qatar ·
Saoedi-Arabië ·
Singapore ·
Slowakije ·
Soedan ·
Sovjet-Unie ·
Syrië ·
Tadzjikistan ·
Taiwan ·
Thailand ·
Trinidad en Tobago ·
Tsjechië ·
Tsjecho-Slowakije ·
Tunesië ·
Turkmenistan ·
Verenigde Arabische Emiraten ·
Verenigde Staten ·
Vietnam ·
Wales ·
Zambia ·
Zimbabwe ·
Zuid-Korea ·
Zuid-Vietnam
Engeland (1982) · 
Frankrijk (1982) · 
Tsjecho-Slowakije (1982)